# Cape Irizar
Cape Irizar är en udde i Antarktis. Den ligger i Östantarktis. Nya Zeeland gör anspråk på området.
Terrängen inåt land är platt. Havet är nära Irizar österut. Trakten är obefolkad.